# Bajkó Károly
Bajkó Károly (Békés, 1944. augusztus 1. – Budapest, 1997. június 9.) kétszeres olimpiai bronzérmes magyar birkózó, sportvezető.

## Életútja
1958-tól a Csepel Autó, majd 1967-től a Vasas birkózója volt. Mindkét fogásnemben versenyzett. 1964-től 1974-ig szerepelt a magyar válogatottban. Három olimpián vett részt, az 1968. évi nyári olimpiai játékokon kötöttfogásban, az 1972. évi nyári olimpiai játékokon szabadfogásban szerzett bronzérmet. Kilencszer nyert egyéni magyar bajnoki címet. 1969-ben az év birkózójává választották. Az aktív sportolástól 1974-ben vonult vissza. Ezután sportvezetőként tevékenykedett, 1982-től 1988-ig a Vasas birkózószakosztályának technikai vezetője volt.

## Sporteredményei

### Kötöttfogású birkózásban
- Olimpiai 3. helyezett (1968: váltósúly)
- Négyszeres magyar bajnok (1969: 82 kg; 1966, 1969, 1972: csapat)

### Szabadfogású birkózásban
- Olimpiai 3. helyezett (1972: 90 kg)
- Világbajnoki 5. helyezett (1971: 90 kg)
- Kétszeres Európa-bajnoki 2. helyezett (1968: váltósúly; 1969: középsúly)
- Európa-bajnoki 3. helyezett (1968: váltósúly)
- Nyolcszoros magyar bajnok (1964, 1965, 1968: váltósúly; 1969: 82 kg; 1971, 1972, 1973, 1974: 90 kg)